# یوری مولتچان
یوری مولتچان (روسی: Юрий Молчан؛ زادهٔ ۸ آوریل ۱۹۸۳) شمشیرباز اهل روسیه است.